# Streptomycin
Streptomycin er et antibiotikum af typen aminoglykosid. Det produceres af bakterien Streptomyces griseus.
Nogen virksom kur mod tuberkulose fandtes ikke, før streptomycin første gang blev isoleret 19. oktober 1943 af Albert Schatz (1920–2005) ved Rutgers University. Her sørgede mikrobiologen professor Selman Waksman imidlertid for at få sikret sig nobelprisen i medicin i 1952 og æren for Schatz' opdagelse.
Streptomycin angriber bakteriens stofskifte ved indgriben i proteinsyntesen, og virker både på gram-positive og gram-negative celler. Derfor klassificeres det som et bredspektret antibiotikum.

## Referanser
1. ↑  https://www.thelancet.com/journals/lancet/article/PIIS0140-6736(12)61202-1/fulltext
2. ↑  https://www.biolegend.com/en-us/blog/scientist-spotlight-selman-waksman (Webside+ikke+længere+tilgængelig)
3. ↑  Selman A. Waksman – Facts - NobelPrize.org
4. ↑  Time, and the great healer | Research | The Guardian